# Странска Вас-об-Вишниці
Странска Вас-об-Вишниці (словен. Stranska vas ob Višnjici) — поселення в общині Іванчна Гориця, Осреднєсловенський регіон, Словенія. Висота над рівнем моря: 336,7 м.